# Benassi Bros.
Benassi Bros. (дословно — «Братья Бенасси.») — итальянский музыкальный проект в жанре электронная музыка, состоящий из двоюродных братьев Бенни и Алессандро Бенасси. С 1980-х годов братья работали диджеями в своём родном городе — Милан; с середины 1990-х сотрудничали с продюсерским центром Ларри Пиньяньоли. Группа специализируется на танцевальной музыке и ремиксах. Сотрудничают с такими известными итальянскими исполнителями, как Sandy и Dhany.

## Дискография

### Альбомы
- Hypnotica (feat. The Biz) (2003)
- Pumphonia[фр.] (2004)
- …Phobia (2005)
- Rock 'n' Rave (2008)
- Electroman (2011)
- Danceaholic (2016)
- Hit My Heart (Best of Dhany) (2021)
- Illusion (Best of Sandy Chambers) (2021)

### Сборники
- Best of Benassi Bros. (2005), французское издательство
- Best of Benassi Bros. (2006), немецкое издательство

### Синглы
- Don’t touch too much (feat. Paul French, 2003)
- I love my sex (feat. Violeta, 2003)
- Illusion (feat. Sandy, 2004)
- Rumenian (feat. Violeta, 2004)
- Hit my heart (feat. Dhany, 2004)
- Memory of love (feat. Paul French, 2004)
- Make me feel (feat. Dhany, 2005)
- Every single day (feat. Dhany, 2005)
- Rocket in the sky (feat. Dhany, 2005)
- Give it Time (feat. Sandy, 2005)
- Feel alive (feat. Sandy, 2006)
- Hit My Heart (feat. Dhany,  полный пакет, 2021)
- Every single day (feat. Dhany, полный пакет, 2021)
- Make me Feel (feat. Dhany, полный пакет, 2021)
- Illusion (feat. Sandy, полный пакет, 2021)
- I love my sex (feat. Violeta, полный пакет, 2021)
- Rumenian (feat. Violeta, полный пакет, 2021)

### Видео
На данный момент проектом снято 5 музыкальных видеоклипов:
- Illusion
- Hit my heart
- Make me feel
- Every single day
- Rocket in the sky